# Boston Society of Film Critics Awards 1983
La 4ª edizione dei Boston Society of Film Critics Awards si è svolta il 29 gennaio 1984, per onorare l'eccellenza nell'industra del cinema per l'anno 1983.

## Premi

### Miglior film
- La notte di San Lorenzo, regia di Paolo e Vittorio Taviani

### Miglior attore
- Eric Roberts - Star 80

### Migliore attrice
- Rosanna Arquette - Promesse, promesse (Baby It's You)

### Miglior attore non protagonista
- Jack Nicholson - Voglia di tenerezza (Terms of Endearment)

### Migliore attrice non protagonista
- Linda Hunt - Un anno vissuto pericolosamente (The Year of Living Dangerously)

### Miglior regista
- Paolo e Vittorio Taviani - La notte di San Lorenzo

### Migliore sceneggiatura
- Éric Rohmer - Pauline alla spiaggia (Pauline à la plage)

### Miglior fotografia
- Hiro Narita - Mai gridare al lupo (Never Cry Wolf)

### Miglior documentario
- Say Amen, Somebody, regia di George T. Nierenberg

### Miglior film americano
- Voglia di tenerezza (Terms of Endearment), regia di James L. Brooks